# ハリー・ハーディング
ハリー・ハーディング（Harry Harding、1946年 - ）は、アメリカ合衆国の政治学者。専門は中国の政治と外交問題。ハーディングは、バージニア大学の Batten School of Leadership and Public Policy の初代学部長であり、その前にはジョージ・ワシントン大学で Elliott School of International Affairs の学部長を務めていた。ハーディングは中華人民共和国の情勢について、歴代の何人ものアメリカ合衆国大統領に助言をしており、1989年の六四天安門事件の直前にはキャンプ・デービッドへ招かれ、発足当初の陣容であったジョージ・ブッシュ（父）政権の閣僚と非公式に議論を行なっている。ハーディングには著作が何点もあるが、China's Second Revolution は後々の影響力が大きかった本で、現在の5カ年計画に影響を与えたとして中国当局関係者にしばしば言及される。中国語では何汉理（拼音（ピンイン）では Hé Hànlǐ）として言及される。

## 経歴
ハーディングは、1946年、マサチューセッツ州ボストンに生まれた。1967年、公務・国際関係分野のB.A.を得てプリンストン大学を卒業し、スタンフォード大学に進んで、1969年にM.A.、1974年にPh.D.を、それぞれ政治学分野で取得した。
スワースモア大学（1970年 - 1971年）、次いでスタンフォード大学（1971年 - 1983年）で政治学の教員として教鞭を執った後、フーヴァー研究所の研究員（National Fellow）となった。その後、ブルッキングス研究所の外交政策研究プログラムの上席研究員（Senior Fellow）となり（1983年 - 1994年）、さらに10年あまり、ジョージ・ワシントン大学で Elliott School of International Affairs の学部長を務めた（1995年1月 - 2005年6月30日）。この学部の大学院プログラムへの国際的な高評価は、ハーディングの功績とされている。学部長退職後も、ハーディングは特任教授（University Professor）として同学部に残ることを受諾したが、2005年8月1日には、大学を離れ、グローバルな政治リスクに関するコンサルティングを行なうユーラシア・グループ（Eurasia Group）の調査・分析部門の代表となった。
その後、2007年に、ハーディングは国際関係論の特任教授としてエリオット・スクールに戻ったが、2009年7月1日付で同学部を離れ、バージニア大学の Batten School of Leadership and Public Policy の初代学部長となった。

## おもな著作
- Organizing China: The Problem of Bureaucracy, 1949-1976 (Stanford University Press, 1981), ISBN 0-8047-1080-5
- China's Foreign Relations in the 1980s (Yale University Press, 1984), ISBN 0-300-03207-2 (ed.)
- China's Second Revolution: Reform After Mao (Brookings Institution, 1987), ISBN 0-8157-3462-X
- China and Northeast Asia: The Political Dimension (University Press of America, 1988), ISBN 0-8191-6591-3
- Sino-American Relations, 1945-1955: A Joint Reassessment of a Critical Decade (SR Books, 1989), ISBN 0-8420-2333-X (ed. with Yuan Ming)
- A Fragile Relationship: The United States and China Since 1972 (Brookings Institution, 1992), ISBN 0-8157-3466-2
- The India-China Relationship: What the United States Needs to Know (Columbia University Press, 2004), ISBN 0-231-13236-0 (ed. with Francine R. Frankel)